# Buitoni
Buitoni ist ein international tätiger italienischer Nahrungsmittelhersteller. Das Unternehmen zählt zu den wichtigsten italienischen Nudelproduzenten. Die Marke Buitoni ist heute im Besitz von Nestlé (Saucen) und Newlat (Nudeln).

## Geschichte

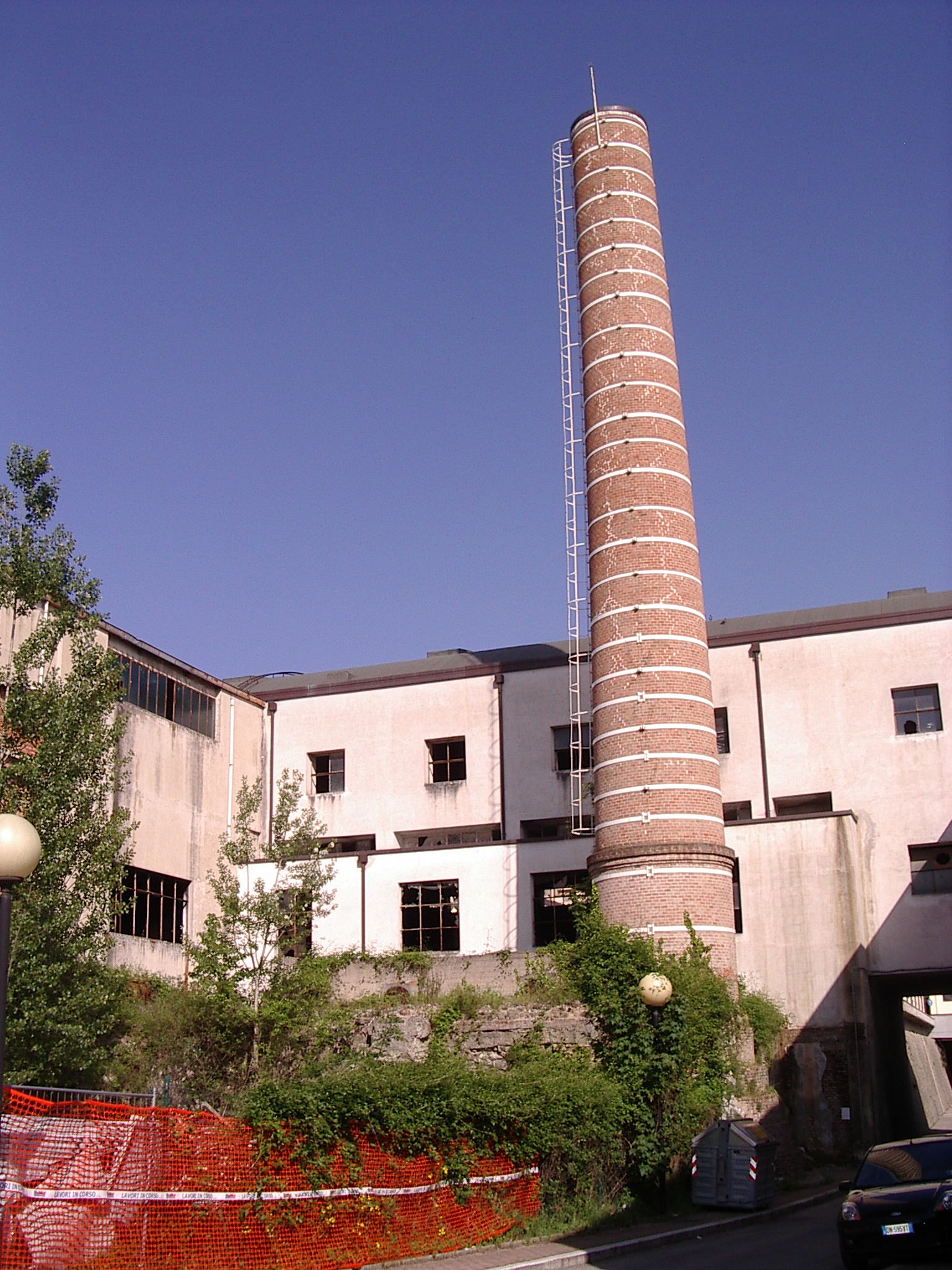
Das Familienhaus der Gründerfamilie Buitoni in Sansepolcro

Buitoni wurde 1827 gegründet. Die sogenannte Casa Buitoni, das Familienhaus der Gründerfamilie Buitoni, befindet sich etwa 50 km von Arezzo entfernt in der Ortschaft Sansepolcro. Sie dient noch heute als Empfangsvilla für Journalisten und zudem als Entwicklungszentrum für Nudelprodukte. Zu Beginn der Unternehmensgeschichte wurde auch noch dort produziert, heute verfügt die Firma über Produktionsstätten nicht nur in Italien, sondern auch in Frankreich und in den Vereinigten Staaten.
Das Unternehmen wurde 1988 vom Schweizer Konzern Nestlé übernommen. 2008 wurde die Nudel-Sparte an die 2004 gegründete italienische Newlat-Gruppe verkauft. Ungeachtet dessen begann Nestlé später selbst Nudelerzeugnisse unter der Marke Buitoni zu produzieren und zu verkaufen. Die Produkte der Marke Buitoni werden in über 50 Staaten der Welt exportiert.
Im Juli 2021 wurde bekannt, dass die Nudeln von Buitoni ab sofort nur noch unter der 1967 gegründeten Obermarke Delverde von der Newlat GmbH angeboten werden. Die neue einheitliche Packungsgestaltung trägt nunmehr auch prominent das Logo der 2019 von Newlat übernommenen Marke Delverde, aber auch das Buitoni-Logo wird (kleiner) weiter zu sehen sein.

## Kritik
Im Juli 2009 veröffentlichte die Verbraucherzentrale Hamburg eine Untersuchung mit der Analyse verschiedener Nahrungsmittel. Hierbei erwähnte der Verein unter anderem auch Buitoni mit seinem Produkt Pesto Basilico als ein Beispiel für Anbieter, die an den Zutaten sparen und vor allem vermeiden möchten, dass Verbraucher dies bemerken. Das Unternehmen entgegnete der Kritik, dass die Zusammensetzung seines Produkts ausführlich und deutlich auf dem Etikett aufgedruckt sei, so dass die Verbraucher sich direkt am Regal darüber informieren können.
Buitoni gehörte zu denjenigen Herstellern, die 2013 in den Pferdefleischskandal verwickelt waren.
Verzehr von Buitoni-Produkten führte im März 2022 zu zwei Todesfällen nach einem E. coli-Ausbruch in einem Werk in Caudry. Im März 2023 teilte Nestlé mit, dieses Werk verkaufen zu wollen.